# Javier Barba
Javier Barba Cortés (nacido en 30 de marzo de 1943 en Juanacatlán, Jalisco), fue un futbolista mexicano que jugaba en la posición de mediocampista extremo derecho. Jugó para el Club Deportivo Guadalajara y para el Club de Fútbol Laguna, fue parte del Campeonísimo.
Forma parte de una familia numerosa y única en México, en donde cinco hermanos jugaron fútbol profesional con diferentes equipos: Javier, Leopoldo, Leonardo, Carlos y Salvador Barba Cortés.
Inició en las fuerzas inferiores del Club Deportivo Guadalajara, y gracias a sus buenas actuaciones en Reservas es llamado al primer equipo en el Torneo de la Ciudad. Javier fue el mejor extremo derecho de Chivas en 1963 y uno de los mejores en su posición en México, además de haber sido tres veces campeón con el Guadalajara en la etapa del campeonísimo. Fue transferido al CF Laguna en la temporada 1969-1970, en el que permaneció hasta la campaña 1971-1972, al término de la cual se retiró y anotando 19 goles.

## Palmarés

### Campeonatos nacionales
| Título                    | Club                       | País   | Año     |
| ------------------------- | -------------------------- | ------ | ------- |
| Primera división mexicana | Club Deportivo Guadalajara | México | 1963/64 |
| Copa México               | Club Deportivo Guadalajara | México | 1962-63 |
| Campeón de Campeones      | Club Deportivo Guadalajara | México | 1964    |
| Primera división mexicana | Club Deportivo Guadalajara | México | 1964/65 |
| Campeón de Campeones      | Club Deportivo Guadalajara | México | 1965    |

- Datos: Q1684211